# AZD1222
AZD1222 (auch COVID-19 Vaccine AstraZeneca oder ChAdOx1-S; Handelsnamen: Vaxzevria (Europäischer Wirtschaftsraum, a. H.), Covishield (Indien), R-COVI (Russland), KconecaVac (China)) war ein COVID-19-Impfstoff. Er wurde vom Jenner Institute der University of Oxford in Zusammenarbeit mit der Oxford Vaccine Group und in Kooperation mit dem Pharmakonzern AstraZeneca und dessen Ableger Vaccitech entwickelt. Es handelte sich um einen viralen Vektor (Vektorimpfstoff), der auf Basis eines Adenovirus hergestellt wurde, dessen Wildtyp an sich nur Schimpansen befällt. Dem Adenovirus wurde das Gen zum Aufbau des kompletten Spike-Proteins des neuartigen Coronavirus implementiert. Dadurch in Geimpften gebildete Spike-Proteine lösten eine Immunantwort aus. Das Immunsystem war so auf eine Infektion vorbereitet und dies sollte einen schweren Verlauf bei einer COVID-19-Erkrankung verhindern.
Die erste Zulassung, eine Notfallzulassung, erhielt der Impfstoff am 30. Dezember 2020 in Großbritannien. Weitere Notfallzulassungen folgten in Argentinien, der Dominikanischen Republik, El Salvador, Mexiko und Marokko. Eine (zunächst bedingte) Zulassung in der Europäischen Union für Personen ab 18 Jahren wurde am 29. Januar 2021 erteilt, am 15. Februar folgte eine Notfallzulassung der Weltgesundheitsorganisation (WHO) für das COVAX-Programm.
Nach Berichten über Hirnvenenthrombosen unterbrachen Mitte März 2021 einige europäische Länder die Verimpfung – darunter Deutschland, wo ihn bis dahin Menschen unter 65 Jahren erhielten, meist in Kliniken, Altenheimen und Pflegeheimen. Am 18. März 2021 gab die Europäische Arzneimittel-Agentur (EMA) bekannt, dass der Nutzen des Impfstoffs potenziellen Gefahren bei weitem überlegen sei, woraufhin Deutschland am nächsten Tag die Impfungen mit AZD1222 wieder aufnahm.
Die EMA bestätigte am 7. April 2021 ein mögliches Entstehen von Hirnvenenthrombosen nach Verimpfung des AstraZeneca-Impfstoffs AZD1222, erklärte aber, dass der Gesamtnutzen der Impfung das Risiko des Auftretens dieser schwerwiegenden Nebenwirkung übersteige, und blieb bis zum Jahr 2024 bei ihrer uneingeschränkten Empfehlung des Astrazeneca-Impfstoffs.
Ende Mai 2021 veröffentlichten Forscher der Universitätsmedizin Ulm Analysen der Zusammensetzung der Chargen ABV4678, ABV5811 und ABV7764 des Impfstoffs AZD1222. Neben Proteinen des Vektorvirus, aus dem der (eigentliche) Impfstoff besteht, fand man beträchtliche Mengen menschlicher Proteine sowie regulatorischer viraler Proteine, die nicht Teil des (eigentlichen) Impfstoffs sind. So bestand bei der Charge ABV5811 etwa zwei Drittel der Proteinmenge aus Verunreinigungen. Bedenklich seien insbesondere die gefundenen Hitzeschockproteine. Diese können Entzündungen verstärken und Autoimmunreaktionen auslösen. Die Forscher forderten, den Herstellungsprozess und die Qualitätskontrolle zu überarbeiten, um die Reinheit des Impfstoffs zu verbessern.
Bis zum 27. Mai 2021 wurden in der Europäischen Union / im Europäischen Wirtschaftsraum und im Vereinigten Königreich mehr als 78 Millionen Dosen des AstraZeneca-Vakzins verabreicht. Seit 1. Dezember 2021 wird der Impfstoff in Deutschland nicht mehr eingesetzt; noch vorhandene Impfdosen wurden an die COVAX-Initiative verschenkt.
Indien stufte die „Delta plus“ genannte Variante B.1.617.2.1 im Juni 2021 als besorgniserregend ein; diese Variante verbreitet sich möglicherweise leichter als die SARS-CoV-2-Variante Delta. Sie hat außerdem mit der für AZD1222 problematischen Beta-Variante, die zuerst in Südafrika nachgewiesen wurde, die Mutation K417N gemeinsam. Nach Impfungen mit AZD1222 in Südafrika kam es zum deutlichen Wirksamkeitsverlust bei der Verhinderung leichter und moderater Verläufe von COVID-19, sodass die Impfungen im Februar 2021 vorläufig ausgesetzt wurden. Es gibt aber laut WHO Hinweise darauf, dass die Impfung dennoch vor schweren Infektionen schützen kann. Die für eine Immunantwort wichtige Reaktion der T-Zellen nach Verimpfung von AZD1222 wird von der WHO-Impfspezialistin Kate O’Brien als stark eingeschätzt.
Im März 2024 beschied die EU-Kommission auf Antrag des Zulassungsinhabers den Widerruf der Marktzulassung für Vaxzevria im EWR mit Wirkung zum 7. Mai 2024.

## Eigenschaften

### Wirkstoff

Schematische Darstellung: Die Vektorplattform ist ein rekombinant hergestelltes Schimpansen-Adenovirus, dessen Genom (blau) so verändert wurde, dass es im Menschen nicht vermehrt wird (ChAdOx1). Darin ist ein synthetisch hergestelltes Gen für das SARS-CoV-2-Spike-Protein (rot) eingebracht.

Der Impfstoff leitet sich von einem Adenovirus ab, das bei Schimpansen Erkältungen verursacht (ChAdY25). Vom Erbgut des Adenovirus wurden Genabschnitte entfernt, so dass es sich beim Menschen nicht vermehren kann (nicht replikationskompetent bzw. nichtreplizierend). Das modifizierte Virus wurde ChAdOx1 genannt. Die Viren selbst werden in HEK-293-T-REx-Zellen kultiviert und vermehrt.
Dem ChAdOx1-Konstrukt wurde Gen-Material (DNA) hinzugefügt, aus dem die Glykoproteine der Spikes („Stacheln“) des SARS-CoV-2-Coronavirus entstehen. Daher wird das Konstrukt auch als ChAdOx1-S bezeichnet. Das Protein der Spikes der Oberfläche von SARS-CoV-2 spielt eine wesentliche Rolle im Infektionsweg des SARS-CoV-2-Virus beim Andocken und Einschleusen in eine Zelle. So binden diese an die Rezeptoren des Angiotensin-konvertierenden Enzyms 2 (ACE2) auf menschlichen Zellen, um Zugang zu den Zellen zu erhalten und eine Infektion zu verursachen.
Das Adenovirus selbst dient nur als Transportvehikel (viraler Vektor). Nach Infektion dringt das Virus in die Wirtszelle ein und wandert zum Zellkern. Dort gibt das Virus die transportierte DNA in den Zellkern ab. 
Bei Adenoviren liegt diese dort getrennt neben der menschlichen DNA vor, man spricht daher von „episomaler“ DNA. Adenoviren werden von der Europäischen Arzneimittelagentur (EMA) als „nicht-integrierend“ eingestuft, das heißt sie besitzen keinen aktiven Mechanismus zur Integration ihrer DNA in das Genom der Wirtszelle. Die Integration ins Genom kann jedoch im Unterschied zu RNA-basierten Impfstoffen nicht ausgeschlossen werden.
Aus der DNA-Vorlage wird zunächst mRNA erstellt (Transkription), die aus dem Zellkern transportiert und im Cytoplasma von Ribosomen der Zellen als Bauplan verwendet wird (Translation). Letzterer Schritt entspricht dem Vorgang bei mRNA-Impfstoffen, bei denen nach Impfung der Bauplan als mRNA direkt in die Zelle gelangt. Das so hergestellte Spike-Protein bzw. Teile dessen werden danach von Wirtszellen an ihrer Zelloberfläche präsentiert. Dadurch wird eine Immunantwort gegen das Spike-Protein provoziert sowie auch gegen die Zellen, die es an ihrer Zelloberfläche tragen – die ursprünglich durch ChAdOx1 infizierten Zellen werden im Zuge der Immunantwort zerstört.
Durch die Impfung mit AZD1222 wird das Immunsystem somit gegen das Coronavirus vorbereitet („immunisiert“), bevor es den menschlichen Organismus infiziert.
ChAdOx1 als Vektor wurde erstmals 2013 an Menschen erprobt.

### Impfstoffpräparat
Der Impfstoff ist eine wässrige Suspension. Er enthält neben den dispergierten Adenoviren (mindestens 2,5·108 infektiöse Einheiten pro Dosis) auch die Aminosäure Histidin und ihr Salz Histidinhydrochlorid als Puffersubstanzen zur Erhaltung eines geeigneten pH-Wertes, Natriumchlorid und Saccharose als Tonizitätsmittel zur Einstellung eines verträglichen osmotischen Druckes, Magnesiumchlorid und Natriumedetat zur Stabilisierung sowie Polysorbat 80 und Ethanol. Die geringe Alkoholmenge von 2 mg pro Dosis hat keine wahrnehmbaren Auswirkungen auf den Geimpften.
Die Impfstoffsuspension ist in mehreren Dosen von je 0,5 ml in Mehrdosen-Durchstechfläschchen abgefüllt, aus denen eine einzelne Dosis mit einer Injektionsspritze zu entnehmen ist. Die Suspension ist farblos bis leicht bräunlich und kann klar bis leicht trüb sein. Stabilitätstests ergaben, dass der Impfstoff ungeöffnet sechs Monate bei Lagerung von 2 °C bis 8 °C (Kühlschrank) und vor Licht geschützt (im Umkarton) haltbar ist.
Der Impfstoff ist gebrauchsfertig und muss nicht rekonstituiert werden. Ab dem Anbruch einer Durchstechflasche ist der Inhalt innerhalb eines begrenzten Zeitraums zu verwenden: Bei Kühlschranktemperaturen wurde bis maximal 48 Stunden die chemisch-physikalische Stabilität der Impfsuspension nachgewiesen. Bei höheren Temperaturen (maximal 30 °C) verkürzt sich die Frist auf sechs Stunden.

## Klinische Studien

### Phase-I/II-Studien
Am 20. Juli 2020 wurden erste Zwischenergebnisse einer einfach verblindeten, multizentrischen, randomisierten, kontrollierten Phase-I/II-Studie (COV001) mit 1077 Teilnehmern von 18 bis 55 Jahren veröffentlicht. Die Probanden erhielten eine Einzeldosis von AZD1222 oder einem Meningokokken-Konjugat-Impfstoff (MenACWY) als Vergleich. MenACWY wurde statt eines Placebos (Kochsalzlösung) gegeben, um das Risiko einer Entblindung zu verringern. Nach Gabe von AZD1222 wurden typische lokale und allgemeine Impfreaktionen erwartet, was ein Placebo nicht bewirken würde. Zehn Teilnehmer erhielten im Abstand von einem Monat eine zweite Dosis AZD1222. In der AZD1222-Gruppe erreichten humorale Reaktionen (IgG) auf das SARS-CoV-2-Spike-Protein am 28. Tag ihren Höhepunkt und blieben bis zum 56. Tag erhöht bei den Teilnehmern, die nur eine Dosis erhielten. Bei den zehn Teilnehmern, die eine zweite Dosis erhielten, stiegen die IgG weiter an. Zelluläre Reaktionen wurden bei allen Teilnehmern am 14. Tag ausgelöst. Neutralisierende Antikörper wurden bei allen Teilnehmern nach einer zweiten Impfstoffdosis induziert. Nach zwei Dosen lag bei allen Teilnehmern eine starke zelluläre und humorale Immunogenität vor. Es traten keine schwerwiegenden unerwünschten Ereignisse auf.

### Phase-II/III-Studien
Der AZD1222-Impfstoffkandidat durchlief in Großbritannien, Brasilien und Südafrika die klinischen Phase-II/III-Studien im Spätstadium. In Japan und Russland folgten weitere Studien. Da hierbei neurologische Erkrankungen auffielen, unterbrach man die Erprobung. Am 12. September 2020 wurden die klinischen Studien für AZD1222 in Großbritannien wieder aufgenommen, nachdem das Data Safety Monitoring Board, die Regulierungsbehörde für Arzneimittelgesundheit, bestätigte, dass der Impfstoff sicher sei. Am 23. Oktober 2020 ließ die US-amerikanische Food and Drug Administration (FDA) ebenfalls den Neustart der klinischen Phase-III-Studie zu. In dieser fortlaufenden multizentrischen, randomisierten, verblindeten kontrollierten Phase-II/III-Studie wurde die Sicherheit und Wirksamkeit des AstraZeneca-Impfstoffs bewertet, wobei in älteren Altersgruppen aufeinanderfolgende Untersuchungen zur Immunogenität der Alterseskalation erfolgten. In den Studien wurde jeweils einer Kontrollgruppe der Konjugatimpfstoff MenACWY verabreicht.
Bei der Wirksamkeitsuntersuchung wird untersucht, wie viele Erkrankungsfälle in der geimpften Gruppe im Vergleich zur Kontrollgruppe auftreten. Aus dem Vergleich beider Größen wurde ein Prozentsatz gebildet. Dabei bleibt die Schwere der Erkrankung unberücksichtigt. Wer trotz Impfung erkrankte und nur leichtere Symptome zeigte, galt genauso als Erkrankungsfall wie deutlich schwerere Verläufe, die unter Ungeimpften auftraten. Da Corona-Impfstoffe vor allem schwere Verläufe verhindern sollen, lieferte diese Prozentangabe keine vollständige Aussage darüber, wie gut das Ziel erreicht wurde.
Mit dem Neutralisations-Assay testet man die Funktionalität der Impfung und prüft, ob die vom Immunsystem Geimpfter entwickelten Antikörper die Virusinfektiosität hemmen können. Daneben wird ein serologischer Test, der Enzyme-linked Immunosorbent Assay (ELISA), durchgeführt. Er testet, ob die Patienten Antikörper gebildet haben, die an das typische Spike-Glykoprotein binden. Es wird vom Immunsystem als fremd erkannt, was die Bildung von protektiven Antikörpern anregt.
Der dritte Test befasst sich mit der Reaktion der T-Lymphozyten, die gemeinsam mit den B-Lymphozyten der adaptiven (erworbenen) Immunantwort dienen. AZD1222 löste bei älteren Erwachsenen eine robuste Immunantwort aus, ähnlich der zuvor bei gesunden Probanden zwischen 18 und 55 Jahren beobachteten Immunantwort.
Ende 2020 wurden Zwischenergebnisse einer britischen Phase-II-Studie an 560 Teilnehmern in The Lancet veröffentlicht.

### Zwischenergebnisse aus Phase-III-Studien und Anwendungsstudien
Aufgrund der engen Zusammenarbeit mit der University of Oxford wurden Ergebnisse der klinischen Studie teilweise in mehreren kleineren Zwischenberichten veröffentlicht, wodurch auch unvollständige Teilergebnisse medial diskutiert wurden. Diese führten teilweise zu Missverständnissen durch die Medienberichterstattung.
Am 23. November 2020 informierte AstraZeneca über Zwischenergebnisse zweier in Brasilien und Großbritannien laufender Phase-III-Studien, nachdem 131 Covid-19-Fälle aufgetreten waren. In einer Gruppe von 2741 Probanden, die eine halbe und eine ganze Dosis im Abstand von wenigstens einem Monat erhielten, wurde eine Wirksamkeit von 90 Prozent ausgewiesen. Bei 8895 Probanden, die zwei volle Dosen im Abstand von wenigstens einem Monat erhielten, wurde die Wirksamkeit mit 62 Prozent angegeben. 
Daraus wurde eine Wirksamkeit von 70 Prozent berechnet. In der geimpften Gruppe gab es keine schweren Fälle bzw. Hospitalisierungen. Einschließlich der Kontrollgruppen wurden mehr als 23.000 Probanden in die Studien eingeschlossen.
Während in der brasilianischen Studie Probanden jeweils zwei volle Dosen erhielten, wurde in der britischen Studie irrtümlich als erste Dosis nur eine halbe und als zweite Dosis eine volle Dosis gegeben. In dieser Studie wurde eine Wirksamkeit von 90 Prozent erreicht, doch reichte die Fallzahl mit der halben Prime-Dosis nicht, um das Ergebnis statistisch abzusichern; zudem war kein Teilnehmer älter als 55 Jahre. In der brasilianischen Studie wurde eine Wirksamkeit von 62 Prozent berechnet.
Die vom Hersteller angegebene Wirksamkeit von 70 % wurde kritisiert, da dies der Durchschnittswert zweier verschiedener Studien ist, wobei zudem der Studienablauf mit den britischen Teilnehmern nach der Panne der Gabe der halben Impfdosis geändert wurde, was als unwissenschaftlich gilt.
Zwischenergebnisse, die auf bis zum 4. November erhobenen Daten beruhten, erschienen im Dezember 2020 im Fachjournal The Lancet. In Bezug auf die Verträglichkeit wurden vier Studien der Phasen I bis III aus Brasilien, Großbritannien und Südafrika einbezogen. Zur Wirksamkeit gingen Daten aus zwei Studien der Phasen II/III bzw. III aus Brasilien und Großbritannien mit insgesamt 11.636 Probanden ein, darunter von 444 mindestens 70 Jahre alten Personen. Laut Herstellerangaben von Ende Dezember 2020 seien ab 14 Tagen nach Verabreichung der zweiten Dosis keine schweren Fälle und keine Hospitalisierungen beobachtet worden.
Laut weiteren Daten, die bis 7. Dezember 2020 erhoben und am 1. Februar 2021 als Vorab-Publikation veröffentlicht wurden, sei ab dem 22. Tag nach Gabe der ersten Dosis eine Wirksamkeit von 76 % gezeigt worden, nach einer wenigstens zwölf Wochen später gegebenen zweiten Dosis seien es 82 %. Ab 22 Tage nach Gabe der ersten Dosis sei in der geimpften Gruppe kein schwerer Fall und keine Hospitalisierung aufgefallen, jedoch 15 Hospitalisierungen in der Kontrollgruppe. Zu Grunde lagen Daten von 17.177 Teilnehmern, bei denen 332 Fälle von symptomatischen Covid-19 auftraten. Ferner erfolgten in der geimpften Gruppe zwei Drittel weniger asymptomatische Übertragungen als in der Kontrollgruppe.
Eine prospektive Kohortenstudie aus Schottland von Anfang Dezember 2020 bis Ende Februar 2021 zeigte eine Risikoreduktion für eine Krankenhausbehandlung durch COVID-19 nach der ersten Impfdosis von 88 %.

### Kombination verschiedener Impfstoffe
Die WHO sprach Anfang April 2021 keine Empfehlung für eine Kreuzimpfung mit verschiedenen Vakzinen aus, da ausreichende Daten für mögliche Risiken bei einer Erstimpfung mit AZD1222 und einer Zweitimpfung mit einem anderen Impfstoff fehlten. Für eine Kreuzimpfung wären weitergehende Forschungen erforderlich, um eine Mischung verschiedener Vakzine zu überprüfen. Bezugnehmend auf eine Empfehlung der STIKO beschlossen in Deutschland die Gesundheitsminister von Bund und Ländern jedoch, die Zweitimpfung nach erfolgter Erstimpfung mit AZD1222 bei unter 60-Jährigen mit einem anderen Impfstoff durchzuführen.
Die heterologe Impfung (sog. Kreuzimpfung) mit Vakzinen von AstraZeneca und BioNTech/Pfizer erwies sich nach einer Studie der Berliner Charité als sicher und im Hinblick auf die Antikörpermenge als sehr wirksam, teils sogar wirksamer als zweimal BioNTech und wesentlich wirksamer als zweimal AstraZeneca.

### Wirksamkeit gegen Mutationen
Die Wirksamkeit des Impfstoffs bei Infektion mit der südafrikanischen Variante (B.1.351) von SARS-CoV-2 wurde in einer Studie der Universität Witwatersrand (Johannesburg) mit Forschern aus Großbritannien untersucht. Laut einer am 7. Februar angekündigten und am 16. März 2021 publizierten Studie weise der Impfstoff nur eine geringe Wirksamkeit gegen milde Covid-19-Verläufe auf. Die Wirksamkeit bei moderatem bis schwerem Verlauf wurde aufgrund des geringen Risikos der Teilnehmer nicht untersucht. Der randomisierten, doppelt verblindeten Studie lagen 2.026 meist junge Probanden (Median 31 Jahre) von 18 bis 65 Jahren zu Grunde. Probanden mit Vorerkrankungen wurden nur aufgenommen, wenn diese „gut eingestellt“ („well-controlled“) waren. Die Probanden wurden zu annähernd gleichen Teilen in eine Impf- und eine Kontrollgruppe eingeteilt und erhielten zwei Dosen im Abstand von 21 bis 35 Tagen. Die Wirksamkeit wurde anhand NAAT-bestätigter Covid-19-Fälle ab dem 15. Tag nach der 2. Dosis beurteilt.
In der geimpften Gruppe traten 15 leichte und 4 moderate Verläufe auf, in der Kontrollgruppe waren es 17 bzw. 6. Schwere Verläufe oder Hospitalisierungen waren weder in der geimpften noch in der Kontrollgruppe aufgetreten. Bei beobachteten Covid-19-Fällen, die bis 31. Oktober 2020 und frühestens 14 Tagen nach der ersten Dosis auftraten, lag die Wirksamkeit bei rund 75 Prozent (3 milde bis moderate Covid-19-Fälle in der Impfgruppe, 12 in der Placebo-Gruppe). Während die Wirksamkeit in Bezug auf milde und moderate Verläufe in der untersuchten Gruppe bei unter 25 Prozent lag, ist unklar, inwieweit der Impfstoff gegen schwere Verläufe schützt.
Der für die Folgewoche geplante Start der Impfkampagne in Südafrika wurde zunächst ausgesetzt. Dies wurde von Fachleuten kritisiert.
Eine im März 2021 vorveröffentlichte Studie der National Institutes of Health (NIH) stellte im Hamstermodell keine klinischen Krankheitszeichen nach einer Infektion mit der britischen Variante (B.1.1.7) oder der südafrikanischen Variante (B.1.351) bei geimpften Tieren fest. Im Vergleich zu ungeimpften Tieren zeigten sich keine feingeweblichen Krankheitszeichen der Lunge; auch ließ sich aus den Organen kein replikationsfähiges Virus isolieren. Die Studienautoren schlossen daraus, dass der Impfstoff Hamster vor beiden Virusvarianten schütze.

### Impfschutz bei längerem Abstand zwischen erster und zweiter Impfung
An der Universität Oxford prüfte man, was geschieht, wenn zwischen der ersten und der zweiten Impfung bis zu 45 Wochen liegen. Es zeigte sich eine ähnlich starke Immunantwort wie beim bislang praktizierten Abstand; teilweise war die Antwort besser.

## Nebenwirkungen

### Nebenwirkungen in der Zulassungsstudie
Der Impfstoff galt aufgrund der Studienergebnissen als gut verträglich und sicher. Die häufigsten Nebenwirkungen beschränkten sich auf für Impfungen normale Reaktionen wie:
- Schmerzen, Wärme- oder Druckgefühl an der Einstichstelle
- Müdigkeit
- allgemeines Unwohlsein, Übelkeit
- Muskel- und Gelenkschmerzen
- Kopfschmerzen
- erhöhte Temperatur.

Diese treten laut der Europäischen Arzneimittel-Agentur (EMA) bei mehr als einer aus zehn Personen (>10 %) auf. Fieber über 38 °C, Schwellungen und Rötungen an der Injektionsstelle, Erbrechen und Durchfall sind bei maximal 10 % aller Impfungen zu erwarten. Selten (>1 %) sind übermäßiges Schwitzen, Hautausschläge, Schwindel, verminderter Appetit oder Schwellungen der Lymphknoten. Bei einigen Studienteilnehmern wurde eine vorübergehende Abnahme weißer Blutkörperchen (Neutropenie) festgestellt. Dies tritt bei anderen Impfungen auch auf und wird als Zeichen einer Immunaktivität gedeutet.
Daneben traten in der Phase-3-Studie bei 168 Personen schwerwiegende unerwünschte Ereignisse auf: Dazu gehörten drei Fälle einer transversen Myelitis, eine seltene neurologische Erkrankung, die zu einer Gruppe von neuroimmunologischen Erkrankungen des zentralen Nervensystems gehört. In einem der Fälle diagnostizierte ein unabhängiges neurologisches Komitee eine idiopathische Myelitis; ein kausaler Zusammenhang mit der Impfung konnte also nicht gezeigt werden. In den anderen zwei Fällen, von denen einer in der Kontrollgruppe auftrat, wurde ein Zusammenhang mit der Impfung als „unwahrscheinlich“ bezeichnet. Alle drei Patienten haben sich davon erholt oder sind auf dem Weg zur Genesung. Insgesamt hatten von den Personen mit Nebenwirkungen 79 den Impfstoff erhalten, während 89 der Kontrollgruppe angehörten, die nur den Konjugatimpfstoff MenACWY erhalten hatten. Die Zahl an schweren Nebenwirkungen liegt damit auf Placebo-Niveau bzw. sogar darunter. Allerdings ist eine Vergleichbarkeit der Studien dadurch erschwert, dass zahlreiche Probanden vor der Impfung den fiebersenkenden und schmerzlindernden Wirkstoff Paracetamol erhielten; dadurch wurden die Nebenwirkungen gedämpft.

### Verdachtsfallmeldungen nach Zulassung
In einem Anfang März 2021 vorgelegten Bericht des Paul-Ehrlich-Instituts, dem rund 363.000 Impfungen bis 26. Februar 2021 zu Grunde lagen, wurde über 2.765 Verdachtsfälle von Komplikationen durch den Impfstoff berichtet. Davon wurden 69 als schwerwiegend klassifiziert. Im Vergleich zu mRNA-Impfstoffen wurden insbesondere leichte Reaktionen wie Fieber, Schüttelfrost und grippeähnliche Beschwerden – mit 7,6 je 1000 Impfungen – häufiger als bei den Impfstoffen von BioNTech bzw. Moderna (mit 1,6 bis 2,9 je 1.000) berichtet.

### Anaphylaxien / schwere allergische Reaktionen
Am 12. März 2021 gab die Europäische Arzneimittel-Agentur (EMA) bekannt, dass es Berichte über 41 mögliche Anaphylaxie-Fälle unter den fünf Millionen Geimpften in Großbritannien gebe. Das zuständige Komitee halte einen Zusammenhang zwischen der allergischen Reaktion und der Impfung in mindestens einigen der Fälle für wahrscheinlich, obwohl schwere allergische Reaktionen auch bei Impfungen gegen andere Krankheiten eine bekannte, seltene Nebenwirkung seien, die in der Regel nur Menschen mit einer schweren anaphylaktischen Vorgeschichte beträfen. Solche Personen sollten nach der Impfung für etwa eine halbe Stunde ärztlich beobachtet werden, in der spätestens eine Reaktion auftreten würde, die dann behandelt werden könnte.
Das Paul-Ehrlich-Institut (PEI) berichtet in seinem am 15. Juli 2021 veröffentlichten Sicherheitsbericht zu COVID-19-Impfstoffen, dass zu AZD1222-Impfungen bis zum 30. Juni 2021 bisher 55 Fälle von Anaphylaxien gemeldet wurden, bezogen auf bis dahin in Deutschland verimpfte 11.570.155 AZD1222-Dosen. Auch nach Verimpfung der drei anderen COVID-19-Impfstoffe (Comirnaty, Moderna und Janssen) waren dem PEI anaphylaktische Reaktionen gemeldet worden. Diese traten in 73,2 % der Fälle innerhalb der ersten 30 Minuten nach der Impfung auf.

### Thrombose-mit-Thrombozytopenie-Syndrom (TTS)

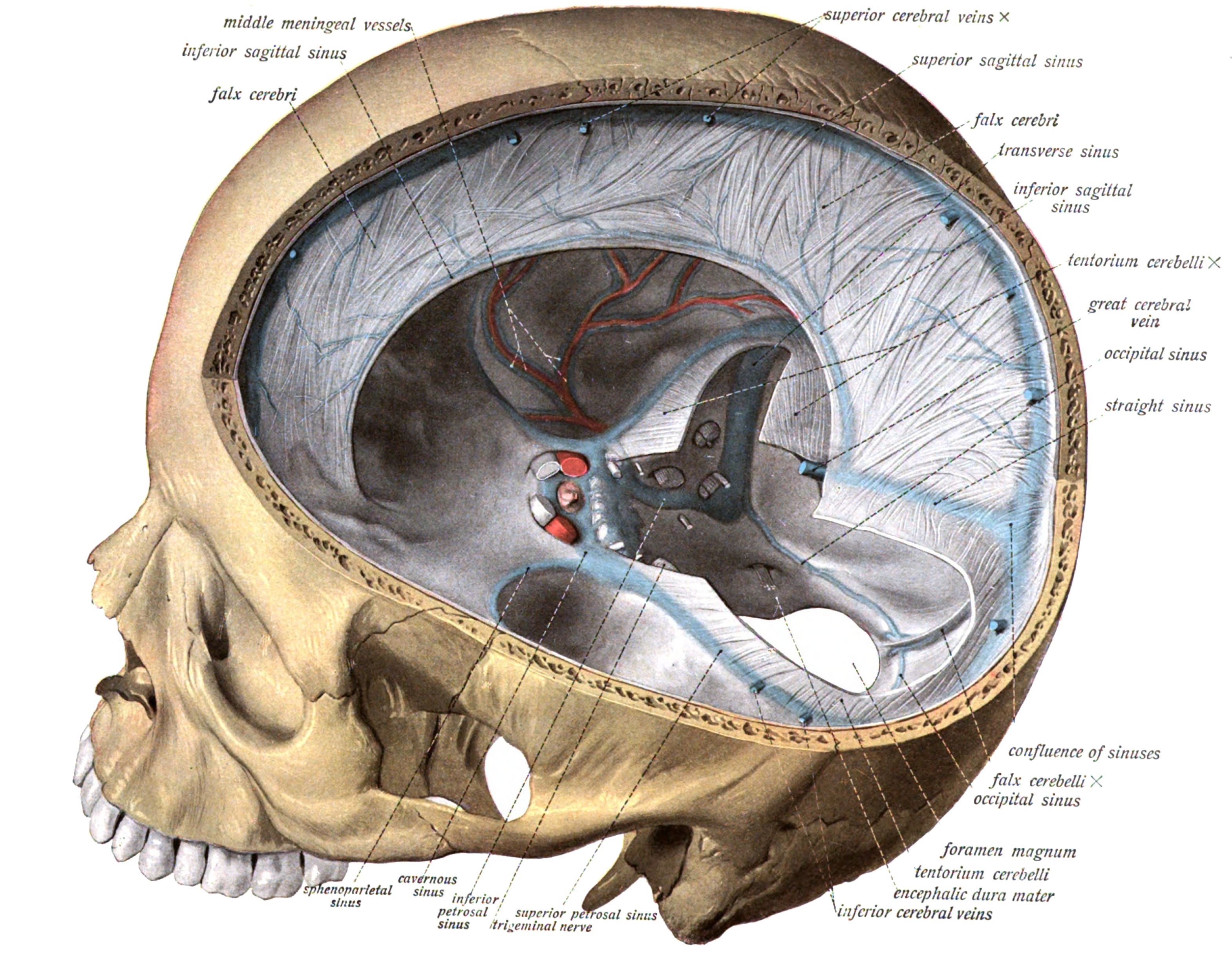
Die von harter Hirnhaut eingefassten Sinus (blau dargestellt) leiten den Blutabfluss von Hirnvenen zu den inneren Drosselvenen an der Schädelbasis

#### Charakteristik und Symptome
Als sehr seltene, schwerwiegende Nebenwirkung des COVID-19-Impfstoffs AZD1222 wurde das Thrombose-mit-Thrombozytopenie-Syndrom (TTS) beobachtet. Bei dem Syndrom, das mit Blutungen einhergehen kann, treten venöse und/oder arterielle Thrombosen (Blutgerinnsel) in Kombination mit einer Thrombozytopenie – einem Mangel an Thrombozyten (Blutplättchen) im Blut – auf. Die Thrombosen werden an ungewöhnlichen Stellen lokalisiert; sie treten z. B. als Hirnvenenthrombosen, Portal-, Leber- oder Mesenterialvenenthrombosen, tiefe Beinvenenthrombosen, Lungenembolien sowie arterielle Thrombosen auf. Bei mehreren der Betroffenen wurden hohe Konzentrationen von Antikörpern gegen Plättchenfaktor 4 (PF4) sowie eine starke Aktivierung von Thrombozyten in entsprechenden Tests nachgewiesen. Dieses Muster ähnelt dem einer „atypischen“ oder „autoimmunen“ Heparin-induzierten Thrombozytopenie (aHIT).
Die Europäische Arzneimittel-Agentur (EMA) empfiehlt daher allen mit dem AstraZeneca-Impfstoff AZD1222 (Vaxzevria) Geimpften, unverzüglich ärztliche Hilfe aufzusuchen, wenn innerhalb von 3 Wochen nach der Impfung folgende Symptome auftreten:
- Kurzatmigkeit,
- Brustschmerzen,
- Beinschwellung,
- Beinschmerzen,
- anhaltende Bauchschmerzen,
- neurologische Symptome, wie schwere und anhaltende Kopfschmerzen, verschwommene Sicht, Verwirrung oder Anfälle,
- ungewöhnliche Hautschäden oder runde Flecken (über die Injektionsstelle hinaus).

Ferner sei nach einem diagnostizierten TTS eine Zweitimpfung mit dem AstraZeneca-Impfstoff AZD1222 kontraindiziert, das heißt eine Zweitimpfung mit diesem AstraZeneca-Impfstoff sollte entweder unterbleiben oder nur nach strenger Abwägung der Risiken erfolgen.

#### Häufigkeit
Eine Abschätzung von Juli 2021 basierend auf Statistiken aus Großbritannien und der EU zeigte eine Häufigkeit von 8,1 TTS-Fällen pro eine Million verabreichter erster Impfdosen und 2,3 TTS-Fälle pro einer Million verabreichter zweiter Impfdosen, jeweils bezogen auf 14 Tage nach der Impfung mit AZD1222. Für die zweite Impfdosis ist die Häufigkeit nicht höher als die zu erwartende Häufigkeit einer ungeimpften Bevölkerung.

#### Rote-Hand-Brief des Unternehmens
Im Oktober 2021 veröffentlichte Astra-Zeneca einen Rote-Hand-Brief zu möglichen Risken der Thrombozytopenie.

#### Kenntnisstand zum Pathomechanismus
Die Pathomechanismus beschreibt die Kausalkette der Körpervorgänge, die zu den in zeitlichem Bezug mit der Verimpfung von AZD1222 aufgetretenen zerebralen Venen- und Sinusthrombosen führen. Das Institut für Immunologie und Transfusionsmedizin der Universitätsmedizin Greifswald entschlüsselte nach Analyse eingesandter Laborproben den möglichen Wirkmechanismus. Primär ist es eine seltene Autoimmunreaktion des Immunsystems gegen den Plättchenfaktor 4 (PF4 oder CXCL4), wie sie auch bei der Heparin-induzierten Thrombozytopenie (HIT Typ II) auftreten kann. Dabei sind polyanionische Strukturen wie z. B. Heparine – körpereigene Polysaccharide, die hemmend auf die Blutgerinnung wirken – mögliche Auslöser. Ursächlich können aber auch infektiöse Agenzien (Bakterien, Parasiten, Viren, Prionen, Toxine) oder eine Knieprothese sein. Die Antikörper bilden mit CXCL4 einen Komplex, der sich an den Fcγ-Rezeptor IIa der Thrombozytenmembran bindet, und aggregieren so mit den Thrombozyten zu einem Thrombus. Dabei kommt es zu einem Verbrauch an Thrombozyten, der in eine Thrombozytopenie mündet. Analog zur HIT ist das Auftreten an den Tagen 4 bis 16 nach der Impfung kennzeichnend.
Der pathophysiologische Vorgang ist zweistufig: Zunächst erfolgt die Autoimmunreaktion auf ein auslösendes Agens mit der Bildung von Autoantikörpern; in Stufe zwei sind zusätzlich Granulozyten beteiligt, die wiederum hohe Titer an freigesetzter Zell-RNA erzeugen und in Folge den thrombotischen Prozess auch ohne weiteres Vorliegen des Auslösers in einer Mitkoppelung verstärken. Ein ähnliches Ablaufschema sei beim Antiphospholipid-Syndrom (APS) bekannt. Bei bisher 59 von 67 untersuchten Proben wurden Autoantikörper nachgewiesen. Es verdichtet sich die Annahme, dass als auslösender Bestandteil der Vektor, ein nicht replikationsfähiges Adenovirus, in Frage komme. So ließ sich auch ein zurückliegendes Thrombosegeschehen unter Beteiligung einer viralen Infektion schlüssig erklären.
Ob aber diese Reaktion des Organismus eine heftige Immunantwort auf den verabreichten Impfstoff sei, könne nicht abschließend beantwortet werden. Ursächlich könnten die durch die Immunisierungsreaktion beabsichtigte Präsentation von Viruspartikeln gegenüber dem Immunsystem an Zelloberflächen als auch der Vektor des Impfstoffes selbst sein. Das Auftreten grippeähnlicher Symptome innerhalb von zwei Tagen nach der Impfung sei kein Anlass zur Besorgnis; mehr als drei Tage nach der Impfung anhaltende oder neu auftretende Nebenwirkungen wie Schwindel, Kopfschmerzen oder Sehstörungen seien ärztlich abzuklären. Atypisch kann es bei einem Gefäßverschluss auch zu Blutungen kommen, die beispielsweise in Form kleiner roter oder blauer Punkte unter der Haut auffallen.
Zu den Ereignissen, für die der internationale Kurzname TTS (Thrombosis with Thrombocytopenia Syndrome) vorgeschlagen wurde , liegt eine Vorveröffentlichung der Greifswalder Forscher vor. Es wurden Seren von neun Patienten untersucht; alle erhielten keine vorausgegangene Heparin-Medikation. Bei vier Verstorbenen wurden im Immunoassay hohe Konzentrationen an Anti-PF4/Heparin-Antikörpern nachgewiesen. Der Thrombozyten-Aktivierungs-Assay war in Gegenwart von PF4 unabhängig von Heparin stark positiv. Diese Thrombozyten-Aktivierung konnte durch hohe Konzentrationen von Heparin, Fc-Rezeptor-blockierenden monoklonalen Antikörpern und intravenösem Immunglobulin gehemmt werden. Aus der Vorveröffentlichung lässt sich aber keine Kausalität zur Impfung ableiten – so geht weder hervor, ob die inkriminierten Antikörper nicht vor der Impfung vorlagen noch ob sie durch die Impfung entstanden.
Neben der beschriebenen Autoimmunreaktion gegen PF4 wird vermutet, dass die Transkription der Viren-DNA im Zellkern zur Entstehung von Thrombosereaktionen beiträgt. Hintergrund ist, dass die dem Adenovirus-Genom hinzugefügte DNA-Sequenz, die für das Spike-Protein kodiert, aus einem RNA-Virus stammt und somit nicht für eine Transkription im Zellkern optimiert ist. Dadurch können Spleißereignisse entstehen, die zur Herstellung verschiedener Varianten des gewünschten Spike-Proteins führen, etwa zu C-terminal trunkierten Proteinen ohne Membrananker. Diese somit löslichen Varianten des Spike-Proteins können durch die Blutgefäße treiben und dort an ACE2-Rezeptoren binden. Im Ergebnis können sich dort Immunkomplexe bilden, die Thrombosen auslösen können.

#### Einschätzungen und Empfehlungen des PEI von März 2021 (veraltet)
Laut Paul-Ehrlich-Institut (PEI) sei bis 11. März 2021 in Deutschland nach etwa 1,2 Millionen Impfungen von sieben thromboembolischen Fällen berichtet worden; drei Menschen starben. In der Zusammenschau der Informationen zu den deutschen und internationalen Meldungen gebe es, so das PEI, jedoch keinen Hinweis, dass die Impfung diese Erkrankungen verursacht habe. Am 15. März 2021 kam das PEI zur Einschätzung, dass die Sicherheit des Impfstoffs überprüft werden müsse, da unter den thromboembolischen Fällen sechs Sinusthrombosen und ein medizinisch vergleichbarer Fall von Gehirnblutung aufgetreten seien. Bei bis dahin 1,6 Millionen Impfungen sei laut PEI jedoch nur ein solcher Fall statistisch zu erwarten gewesen. Das PEI empfahl deshalb, die Impfungen in Deutschland bis zum Abschluss der Beratungen der Europäischen Arzneimittel-Agentur auszusetzen. Der Bundesgesundheitsminister folgte dem. Am 16. März 2021 ergänzte das PEI, dass ein Zusammenhang zwischen der AstraZeneca-COVID-19-Impfung und den beobachteten Erkrankungsfällen „nicht unplausibel“ sei.

#### Einschätzungen und Empfehlungen der EMA
Am 18. März gab die EMA folgende Ergebnisse ihrer Prüfung der Fälle bekannt:
1. Es gebe keine Anzeichen dafür, dass der AstraZeneca-Impfstoff mit einem höheren Risiko für Thrombosen einhergehe. Bei den speziellen, seltenen Sinusthrombosen sei ein Bezug zwar ebenfalls noch nicht erwiesen, könnte jedoch bestehen. Dies werde weiter untersucht.
2. Der Nutzen der Impfung (der wirksame Schutz vor einem schweren COVID-19-Verlauf) überwiege weiterhin die Risiken bei weitem: Selbst wenn die Sinusthrombosen ursächlich mit der Impfung zusammenhingen, sei dies bei nur 18 Fällen unter insgesamt 20 Millionen Geimpften extrem selten. Dagegen sei die Gefahr, die (auch für Jüngere) von COVID-19 ausgeht, bei weitem höher.
3. Dennoch sollten die Produktinformationstexte (Zusammenfassung der Merkmale des Arzneimittels und Packungsbeilage) um einen Warnhinweis ergänzt werden, um Aufmerksamkeit für mögliche Risiken zu schaffen. Wer ab 3 Tagen nach der Impfung Symptome wie starke Kopfschmerzen, Sehstörungen, Blutungen, violette Punkte auf der Haut, Atemnot, Schwellungen oder Kältegefühl in Armen und Beinen, oder Brustschmerzen verspüre, solle sich umgehend in medizinische Behandlung begeben.
4. Zwar seien die Fälle insbesondere bei Frauen unter 55 Jahren etwa 14 Tage nach der Impfung aufgetreten, doch es sei noch zu früh, Bewertungen zu eventuellen Risikogruppen abzugeben. Da zuletzt v. a. junge Frauen mit dem Vakzin geimpft wurden, könnte es sich auch um eine rein zufällige Korrelation handeln. Hinweise auf Fehler in bestimmten Chargen gab es nicht.

Zusammenfassend betonte die EMA, dass der Impfstoff nach wie vor „überaus wirksam und sicher“ sei. Am 7. April bestätigte sie das Bestehen eines Zusammenhangs zwischen der Impfung und der Bildung von Blutgerinnseln, hält jedoch an der positiven Nutzen-Risiko-Bewertung und der uneingeschränkten Empfehlung fest. Die Zusammenfassung der Merkmale des Arzneimittels und die Packungsbeilage wurden um die Angabe des Auftretens von Thrombose zusammen mit Thrombozytopenie als sehr seltene Nebenwirkung ergänzt.
In Deutschland informierte der Hersteller einvernehmlich mit den Behörden in zwei Rote-Hand-Briefen am 24. März 2021 zu den aufgetretenen Komplikationen und am 13. April 2021 über die erweiterte Erkenntnislage und Aufnahme der Thrombozytopenie als „häufige“ und der Thrombose in Kombination mit Thrombozytopenie als „sehr seltene“ Nebenwirkung in die Produktinformationstexte (SmPC, Packungsbeilage).

### Kapillarlecksyndrom
Am 9. April 2021 berichtete die Europäische Arzneimittel-Agentur (EMA) über eine weitere, in zeitlicher Nähe nach der Impfung aufgetretene Komplikation: Bei fünf Personen trat ein Kapillarlecksyndrom auf. Infolge erhöhter Durchlässigkeit der Kapillaren tritt dabei Blutplasma in umliegendes Gewebe aus. Die Folge sind eine Schwellung des Gewebes und ein Blutdruckabfall. Ein ursächlicher Bezug mit der Verimpfung des AstraZeneca-Vakzins war zunächst nicht nachweisbar. Am 11. Juni 2021 empfahl der Pharmakovigilanzausschuss (PRAC) der europäischen Arzneimittelagentur nach eingehender Prüfung von sechs Fällen, ein bereits erlebtes Kapillarlecksyndrom als Kontraindikation aufzunehmen. Personen mit einer entsprechenden Vorgeschichte dürfen nicht mehr mit Vaxzevria geimpft werden. Zudem soll das Kapillarlecksyndrom als potenzielle, in Einzelfällen beobachtete Nebenwirkung in der Produktinformation aufgeführt werden. Geimpfte sollen sich umgehend an einen Arzt wenden, wenn Arme und Beine rasch und stark anschwellen oder das Gewicht plötzlich zunimmt. Die Symptome gehen meist mit einem Schwächegefühl einher, das durch den Blutdruckabfall entsteht.

## Aussetzen der Impfungen
Nach Berichten über das Auftreten von Hirnvenenthrombosen in Verbindung mit einer Thrombozytopenie (einem Mangel an Blutplättchen) und Blutungen – in zeitlicher Nähe zur Verimpfung von AZD1222 – setzten Dänemark, Island, Norwegen, Rumänien, Bulgarien, Irland, Frankreich, Zypern, Schweden, Slowenien, Spanien, Niederlande und Deutschland Mitte März 2021 die Verimpfung des AstraZeneca-Impfstoffs vorübergehend aus. Dabei handelte es sich um eine Vorsichtsmaßnahme. Die Europäische Arzneimittel-Agentur (EMA) sollte danach auf Grundlage der vorliegenden Daten die Zulassung des Impfstoffes neu bewerten. Irland, Slowenien, Spanien, Zypern, Luxemburg, Portugal, Indonesien, Lettland, Schweden, Frankreich und die Niederlande setzten die Impfungen mit AZD1222 2021 vorübergehend aus, obwohl in diesen Ländern keine Hirnvenenthrombosen aufgetreten waren.
Die Weltgesundheitsorganisation kritisierte diesen Schritt am 12. März 2021 als unverhältnismäßig.
In Folge der Untersuchungsergebnisse der EMA wurde der Impfstopp in Deutschland am 18. März 2021 aufgehoben, auch Spanien und Italien kündigten am gleichen Tag eine Fortsetzung der Impfungen mit AZD1222 an. In den Niederlanden wurde am 19. März 2021 eine Wiederaufnahme der Impfungen angekündigt; diese brauche aber noch Zeit.
Das Uniklinikum Rostock setzte die Impfung von Risikogruppen aus, da eine 49-jährige Mitarbeiterin 12 Tage nach der Impfung gestorben war. Nachdem im Kreis Euskirchen bei zwei Frauen Sinus-/Venenthrombosen auftraten, setzte der Kreis am 29. März 2021 die Impfungen für Frauen unter 55 Jahren aus; eine 47-Jährige starb und bei einer 28-Jährigen bestand der Verdacht auf eine schwerwiegende Erkrankung. Ende März 2021 empfahl die Universitätsklinik Köln ihren weiblichen Beschäftigten unter 55 Jahren, sich nicht mit AZD1222 impfen zu lassen.
Die ärztlichen Direktoren von fünf der sechs Universitätskliniken in Nordrhein-Westfalen sprachen sich am 30. März in einem gemeinsamen Brief an den Bundesgesundheitsminister und die Landesgesundheitsminister dafür aus, den Impfstoff AZD1222 vorläufig nicht an junge Frauen zu verimpfen, da das Risiko lebensbedrohlicher Impfkomplikationen zu hoch sei und in keinem Verhältnis zur Gefahr eines tödlichen Verlaufs von Covid-19 bei Frauen in der Altersgruppe von 20 bis 29 Jahren stehe.
Nachdem 31 Fälle von Hirnvenenthrombosen in Deutschland aufgetreten waren – 29 Frauen und 2 Männer im Alter von 20–63 Jahren –, empfahl auch die STIKO am 30. März 2021 die Verimpfung von AZD1222 nur an Personen über 60 Jahre. Daraufhin beschlossen noch am selben Tag die Gesundheitsminister von Bund und Ländern, dass der Impfstoff ab dem 31. März nur noch bei über 60-Jährigen verimpft werden soll. Die Verwendung unterhalb dieser Altersgrenze bleibt nach „ärztlichem Ermessen und bei individueller Risikoakzeptanz nach sorgfältiger Aufklärung“ möglich. Unter-60-Jährigen, die bereits die erste Dosis erhalten haben, wurde nach 12 Wochen als zweite Dosis ein mRNA-Impfstoff angeboten. Damit wurden Impfungen mit AZD1222 bei Menschen unter 60 Jahren nicht grundsätzlich untersagt. Das Risiko gehe laut Hausärzteverband allerdings auf die Geimpften bzw. die Haftung bei Aufklärungsmängeln auf die Ärzte über. Wegen der Sorge vieler Ärzte, die Haftung für etwaige Impfschäden übernehmen zu müssen, wurde die Empfehlung der Ständigen Impfkommission abgeändert: Der AstraZeneca-Impfstoff kann unter 60-Jährigen „nach ärztlicher Aufklärung“ verabreicht werden. STIKO-Chef Thomas Mertens habe klargestellt, dass die Änderung einem Wunsch der Kassenärztlichen Bundesvereinigung entspricht und Rechtssicherheit für Ärzte herbeiführen soll. Am 23. April 2021 wurde das entsprechende Aufklärungsmerkblatt in neuer Bearbeitung veröffentlicht. Die Ständige Impfkommission blieb nach der Entscheidung der EMA vom 7. April bei ihrer Empfehlung, das Vakzin weiter nur bei Menschen über 60 einzusetzen.
In Schweden, Finnland und Island wurde (Stand Ende März 2021) AZD1222 erst ab 65 Jahren empfohlen.
In Kanada wurde Ende März 2021 entschieden, Personen unter 55 Jahren nicht mit AZD1222 zu impfen. Dänemark hat den Gebrauch am 14. April 2021 komplett eingestellt.

## Zulassung
| Staat / Staatenverbund  | Zulassung     | Quellen                                  |
| ----------------------- | ------------- | ---------------------------------------- |
| Vereinigtes Königreich  | 30. Dez. 2020 | [ 6 ] [ 126 ]                            |
| Argentinien             | 30. Dez. 2020 | [ 127 ]                                  |
| El Salvador             | 30. Dez. 2020 | [ 128 ]                                  |
| Dominikanische Republik | 30. Dez. 2020 | [ 129 ]                                  |
| Indien                  | 3. Jan. 2021  | [ 130 ]                                  |
| Mexiko                  | 4. Jan. 2021  | [ 131 ]                                  |
| Bangladesch             | 4. Jan. 2021  | [ 132 ]                                  |
| Pakistan                | 16. Jan. 2021 | [ 133 ]                                  |
| Brasilien               | 17. Jan. 2021 | [ 134 ]                                  |
| Irak                    | 19. Jan. 2021 | [ 135 ]                                  |
| Thailand                | 23. Jan. 2021 | [ 136 ]                                  |
| Südafrika               | 27. Jan. 2021 | [ 137 ]                                  |
| Philippinen             | 28. Jan. 2021 | [ 138 ]                                  |
| Europäische Union       | 29. Jan. 2021 | Rücknahme der Zulassung zum 7. Mai 2024. |
| Südkorea                | 10. Feb. 2021 | [ 140 ]                                  |
| Australien              | 16. Feb. 2021 | [ 141 ]                                  |
| Iran                    | 17. Feb. 2021 | [ 142 ]                                  |
| Nigeria                 | 18. Feb. 2021 | [ 143 ]                                  |
| Ukraine                 | 22. Feb. 2021 | [ 144 ]                                  |
| Ägypten                 | 24. Feb. 2021 | [ 145 ]                                  |
| Kanada                  | 26. Feb. 2021 | [ 146 ]                                  |
| Malaysia                | 2. März 2021  | [ 147 ]                                  |
| Japan                   | 21. Mai 2021  | [ 148 ]                                  |

Anfang Oktober 2020 startete die Europäische Arzneimittel-Agentur (EMA) das Rolling-Review-Verfahren zur Überprüfung des Corona-Impfstoffkandidaten AZD1222. Ende Dezember 2020 war die Prüfung weiterer Datenpakete im Gang. Für die angestrebte bedingte Marktzulassung seien weitere Daten erforderlich. Im Januar 2021 würden weitere Daten erwartet, im 1. Quartal 2021 auch Zwischenergebnisse aus einer breit angelegten Studie aus den Vereinigten Staaten. Am 12. Januar 2021 beantragten AstraZeneca und die University of Oxford eine bedingte Marktzulassung bei der EMA für die Europäische Union. Der Ausschuss für Humanarzneimittel der EMA empfahl am 29. Januar 2021 eine bedingte Marktzulassung für Personen ab 18 Jahren, die Zulassung durch die Europäische Kommission folgte am gleichen Tag. Bei der Gabe zweier Standarddosen im Abstand von 4 bis 12 Wochen erreiche der Impfstoff eine Wirksamkeit von rund 60 Prozent bezogen auf symptomatisches Covid-19. Obwohl für die Altersgruppe ab 55 Jahren wenig Daten vorlägen, enthält die Empfehlung keine Altersbeschränkung, da auch in dieser Gruppe eine Immunreaktion beobachtet wurde und Erfahrungen anderer Impfstoffe vorlägen. Die bedingte Zulassung wurde am 9. November 2021 erneuert und ging am 31. Oktober 2022 in eine reguläre Zulassung ohne Auflagen über. Im März 2024 beschied die EU-Kommission den Widerruf der Zulassung mit Wirkung zum 7. Mai 2024. Der Zulassungsinhaber AstraZeneca hatte den Widerruf beantragt und dafür wirtschaftliche Gründe angegeben: Die Nachfrage sei zurückgegangen, zumal es auch eine Menge an verfügbaren aktualisierten Impfstoffen gebe.
Die Ständige Impfkommission in Deutschland empfahl anfangs, den Impfstoff nur bei Menschen zwischen 18 und 64 Jahren zu verwenden. Am 4. März 2021 wurde die Empfehlung auf Personen ab 65 Jahren ausgedehnt. Der Impfstoff sollte deshalb in Deutschland nur in der von der STIKO empfohlenen Altersgruppe verwendet werden, wofür die der Priorisierung der COVID-19-Impfmaßnahmen in Deutschland zu Grunde liegende Impfverordnung überarbeitet wurde. Eine Altersbeschränkung bis 64 Jahren gilt in anderen EU-Ländern wie Frankreich, Belgien, Dänemark, den Niederlanden und Schweden. In Spanien sollten nur Menschen bis 55 Jahre mit AZD1222 geimpft werden.
Zwischen der ersten und der zweiten Impfung wurde zunächst ein Abstand von 9 bis 12 Wochen empfohlen. Das empfohlene Impfintervall liegt inzwischen bei 12 Wochen.
Einer Empfehlung ihres Impf- und Immunisierungskomitees folgend, ließ die britische Regierung den Impfstoff am 30. Dezember 2020 im Rahmen einer Notfallzulassung zu. Die zweite Dosis könne zwischen vier und zwölf Wochen nach der ersten Dosis gegeben werden. Eine hohe Schutzwirkung trete bereits zwei Wochen nach der ersten Dosis ein. Zunächst sollen möglichst viele Angehörige der Risikogruppe eine erste Dosis erhalten, die zweite nach spätestens zwölf Wochen. Es war die erste Zulassung des Impfstoffs weltweit.
In der Schweiz zog AstraZeneca sein 2020 eingereichtes Zulassungsgesuch im November 2021 wieder zurück.
Für die Zulassung in den Vereinigten Staaten legte AstraZeneca im März 2021 vielversprechend wirkende Ergebnisse vor. Diese Darstellung wurde von dem Aufsichtsgremium Data and Safety Monitoring Board (DSMB) stark bezweifelt; dem Hersteller wurde vorgeworfen, nicht die neuesten oder kompletten Studien vorzulegen, sondern die vorteilhaftesten.

## Produktion, Vertrieb und Logistik

### Beginn der Produktion und klinischer Studien
Ende Januar 2020 erwog die Universität Oxford zunächst, erste Chargen für klinische Prüfungen durch das italienische Unternehmen Advent produzieren zu lassen. Ende März 2020 wurde MSD als Partner für die Massenproduktion erwogen. Um die Versorgung der eigenen Bevölkerung zu sichern und angesichts des Verhaltens des damaligen US-Präsidenten Donald Trump sprach sich u. a. der britische Gesundheitsminister Matt Hancock dagegen aus. Nachdem MSD keine schriftlichen Garantien abgeben wollte, kam die Zusammenarbeit nicht zu Stande. Im Gegensatz dazu war AstraZeneca bereit, entsprechende Garantien abzugeben und den Impfstoff während der Pandemie zu Selbstkosten abzugeben. Am 30. April 2020 wurde der Vertrag zwischen der Universität Oxford und AstraZeneca geschlossen. AstraZeneca erhielt mehrere hundert Millionen Vorauszahlung, um die Produktion aufzubauen. Damit verbunden war die Forderung, die britische Bevölkerung zuerst mit dem Impfstoff zu versorgen. Eine Zusammenarbeit mit der Europäischen Union kam u. a. angesichts des Brexits nicht zu Stande.
Im Juli 2020 gab der russische Fonds der nationalen Wohlfahrt die Vereinbarung einer Lizenzproduktion in Russland bekannt.
In der Europäischen Union erwog eine Initiative der Regierungen von Deutschland, Frankreich, Italien und den Niederlanden, einen Vertrag über 300 bis 400 Millionen Dosen abzuschließen. Nachdem weitere EU-Mitgliedsstaaten fürchteten, dabei außen vor gelassen zu werden, übergab die Gruppe der vier die weiteren Verhandlungen der EU-Kommission. Bis zum Vertragsabschluss vergingen drei weitere Monate.
Die Produktion des Impfstoffs nimmt laut Herstellerangaben drei Monate in Anspruch. Der Impfstoff für Großbritannien wird in Oxford und Keele gezüchtet und in Wrexham abgefüllt, bevor er geprüft und an den NHS übergeben wird.
AstraZeneca kündigte im Zuge der Zulassung in Großbritannien Ende Dezember 2020 an, von den 100 Millionen für Großbritannien bestimmten Dosen im ersten Quartal 2021 „Millionen“ auszuliefern. 2021 sollen weltweit bis zu drei Milliarden Dosen hergestellt werden. Zum Impfstart am 4. Januar 2021 hätten nach Angaben der britischen Regierung 530.000 Dosen zur Verfügung gestanden, bis Anfang Februar 2021 sollen weitere „Millionen“ folgen.
Der Impfstoff kann über sechs Monate bei zwei bis acht Grad Celsius transportiert und gelagert werden.

### Lieferungen nach Deutschland
Laut Angaben des deutschen Bundesgesundheitsministeriums vom 4. Januar 2021 waren für Deutschland – vorbehaltlich der Zulassung – im 1. Quartal 2021 die Lieferung von 6 Millionen Dosen vorgesehen. Im 2. Quartal 2021 sollten 17 Millionen Dosen folgen, im 3. Quartal 2021 schließlich 33 Millionen Dosen. Weitere Lieferungen waren zunächst nicht geplant. Insgesamt sollen mindestens 56 Millionen Dosen geliefert werden. Für Februar 2021 erwartete das Ministerium am 30. Januar 2021 etwa drei Millionen Dosen für Deutschland. Die erste Lieferung traf am 5. Februar in Deutschland ein. Bis 15. Februar wurden in zwei Lieferungen die erwarteten insgesamt 736.800 Dosen geliefert. Mit dem Impfstoff könne bereits im Februar die zur Verfügung stehende Impfstoffmenge, im Vergleich zu den Impfstoffen von Biontech/Pfizer und Moderna, verdoppelt werden.
Nach einer aktualisierten Lieferliste vom 15. Februar 2021 wurden für den 18. Februar nunmehr nur noch 736.800 Dosen erwartet, dafür war eine zuvor nicht geplante Lieferung von 1.058.400 Dosen am 27. Februar 2021 vorgesehen. Zwischen 29. Februar und 4. März sollten demnach 657.600 Dosen geliefert werden, am 11. März 249.600, am 18. März 556.800 Dosen, am 25. März 669.600 Dosen sowie am 1. April 948.000 Dosen. Bis 1. April ist damit die Lieferung von 5,614 Millionen Dosen geplant. Laut Liste vom 22. Februar wurden am 18. Februar nur 705.600 Dosen geliefert, sind am 27. Februar nunmehr nur noch 650.400 Dosen, vom 29. Februar bis 4. März dafür 1.080.000 Dosen geplant. Bis 26. Februar 2021 wurden tatsächlich 1,452 Millionen Dosen geliefert. Bis 4. März 2021 waren es 2,102 Millionen Dosen. Gegenüber vorherigen Planungen wurde die am 11./12. März erwartete Liefermenge auf 364.800 Dosen erhöht. Die übrigen Liefermengen blieben unverändert, wobei statt Tagen nunmehr Kalenderwochen (bis Kalenderwoche 13, 29. März bis 4. April) angegeben werden. Bis 15. März wurden 3,427 Millionen Dosen geliefert. Für die Kalenderwochen 11 und 12 wurden die erwarteten Liefermengen von jeweils mehr als 500.000 Dosen auf rund 200.000 Dosen reduziert. Dafür wurde die für die Kalenderwoche 13 erwartete Menge auf 1,7 Millionen Dosen erhöht. Insgesamt werden bis zur Kalenderwoche 13 5,58 Millionen Dosen erwartet. Am 18. März 2021 wurde die für die Kalenderwoche 11 erwartete Lieferung auf den 22. und 23. März verschoben.
Bis 25. März wurden 3,631 Millionen Dosen geliefert, die Folgelieferung von 201.600 Dosen wurde nunmehr für den 26. März erwartet, eine Lieferung von 1,7 Millionen Dosen weiterhin für „KW 13“. Bis zum 6. April 2021 wurden insgesamt 5,58 Millionen Dosen an die Länder geliefert.
Die Liefermengen für April waren laut Gesundheitsministerium Mitte März noch nicht klar absehbar. Laut einer am 23. März vorgelegten Prognose sollten im April 3,7 Millionen Dosen geliefert werden, die Liefermengen von rund 482.000 Dosen (Kalenderwoche 14) auf rund 2.153.000 Dosen (Kalenderwoche 17) steigen.
Eine für die Kalenderwoche 14 erwartete Lieferung von 360.000 Dosen wurde Anfang April auf die Kalenderwoche 15 verschoben, letztlich in jener Woche am 12. April ausgeliefert und die für Kalenderwoche 15 eigentlich erwartete Lieferung von 568.000 Dosen gestrichen. Ebenfalls wurden die in den Kalenderwochen 14 und 15 erwarteten Mengen gesenkt, die Prognose für die Wochen 16 und 17 aufrechterhalten. Mitte April 2021 wurde die Lieferprognose für Kalenderwoche 17 von zuvor 2,153 Millionen auf 528.000 gesenkt, die Prognose für die Kalenderwoche 16 blieb nahezu unverändert bei rund 750.000 Dosen.
In der ersten Aprilhälfte sollte der Impfstoff weiter in Impfzentren verimpft werden, in der zweiten Monatshälfte dann auch bei Hausärzten. Im Zielzustand soll der Impfstoff ausschließlich in Arztpraxen verimpft werden. Lieferungen an Impfzentren sind bis mindestens Ende Juni geplant.
Bis Ende Mai wurden insgesamt rund 8,3 Millionen Dosen an die Länder (für Impfzentren) geliefert. Weitere insgesamt 3,9 Millionen Dosen wurden bis Ende Mai (Kalenderwoche 21) an Arztpraxen geliefert.
Bis einschließlich 4. Juni waren 9,5 Millionen Dosen verimpft, davon 8,7 Millionen als erste Dosis. Anfang Juni (Kalenderwoche 22) sollen weitere 2,4 Millionen Dosen geliefert werden.
Nach Angaben des Bundesgesundheitsministeriums vom 4. März wurden für das 1. Quartal 2021 5,6 Millionen Dosen erwartet, im 2. Quartal 16,9 Millionen und im 3. Quartal 33,8 Millionen. Im 4. Quartal 2021 ist keine Lieferung vorgesehen. Die erwartete Liefermenge für das 2. Quartal wurde wenige Tage später auf 15 Millionen reduziert. Laut Angaben vom 22. März wurden für das 2. Quartal nunmehr nur noch 12,4 bis 15,4 Millionen Dosen erwartet, im Gesamtjahr 2021 insgesamt 56,3 Millionen. Anfang Juni wurden nunmehr nur noch mindestens 12,4 Millionen Dosen im 2. Quartal erwartet. Am 22. Juni 2021 wurde die Prognose für das 2. Quartal auf 13,9 Millionen erhöht. Im 3. Quartal werden 19 Millionen Dosen erwartet, im 4. Quartal 19,3 Millionen.

### Verzögerte Lieferungen in die EU
Am 21. Januar 2021 kündigte AstraZeneca der Europäischen Union an, im 1. Quartal 2021 statt mehr als 80 Millionen nur 31 Millionen Dosen liefern zu können. Als Grund wurden Produktionsprobleme bei einer von Novasep in Belgien betriebenen Impfstofffabrik genannt. Laut einem Medienbericht soll es sich dabei um ein Filterproblem handeln. Damit hätte Deutschland im Februar und März nur etwa 3,3 Millionen Dosen erwarten können. Die EU-Kommission äußerte Zweifel an der Begründung für den Engpass und forderte die Offenlegung der bisherigen Produktion des Impfstoffs und aller Lieferungen an andere Staaten. Die EU hatte AstraZeneca im Jahr 2020, zu dessen Beginn Großbritannien aus der EU ausgetreten war, mit 336 Millionen Euro unterstützt, damit das Unternehmen Impfstoffdosen vorproduziere. Die zuständige EU-Kommissarin Stella Kyriakides forderte dafür eine Gegenleistung und bezeichnete die Lieferengpässe als „völlig inakzeptabel“. Ob AstraZeneca mit dem EU-Fördergeld Impfstoffdosen produziert hat, die dann aber nicht an die EU gingen – wie teilweise behauptet/vermutet wurde –, ist nicht bestätigt. Der Chef von AstraZeneca, Pascal Soriot, erklärte, die Lieferschwierigkeiten lägen an dem im Vergleich zum Vereinigten Königreich um drei Monate späteren Vertragsabschluss der EU-Kommission. Laut einem Medienbericht sei der Vertrag mit der britischen Regierung jedoch erst am 28. August 2020, einen Tag nach der EU-Bestellung, unterzeichnet worden. Die EU-Kommission sieht die Lieferschwierigkeiten weiter als nicht ausreichend begründet an und möchte Möglichkeiten prüfen, ob und wie AstraZeneca die Liefermenge in die EU erhöhen kann. Am 29. Januar 2021 entsandte Belgien eine Gruppe Inspekteure in ein belgisches Werk des Herstellers Novasep, welches an der Produktion des AstraZeneca-Impfstoffs beteiligt ist, um zu untersuchen, ob die von dort gemeldeten technischen Schwierigkeiten tatsächlich für die Lieferengpässe verantwortlich sind.
Am 30. Januar 2021 wurde der Vertrag zwischen der EU und AstraZeneca durch die EU-Kommission veröffentlicht. Obwohl Teile des Vertrages geheim bleiben sollten und daher eigentlich geschwärzt waren, war es aufgrund einer technischen Panne möglich, unter anderem die Summe der direkten und indirekten Kosten zur Produktion des Impfstoffs (in Höhe von 870 Millionen Euro) und einen Teil der Zahlungs- und Liefermodalitäten zwischen den Vertragsparteien einzusehen. Bei den ersten 300 Millionen Impfdosen beträgt der Preis je Dosis 2,90 € („Price Per Dose“), also insgesamt 870 Millionen Euro.
Am 31. Januar 2021 kündigte EU-Kommissionspräsidentin Ursula von der Leyen an, AstraZeneca werde im laufenden Quartal 9 Millionen zusätzliche Dosen bereitstellen (für insgesamt 40 Millionen Impfungen) und eine Woche früher als bislang geplant mit der Auslieferung beginnen. Dies entspricht nunmehr einer Halbierung gegenüber der zunächst geplanten Menge.
Im März 2021 kündigte der Hersteller für das zweite Quartal eine weitere Verringerung der ursprünglich geplanten Liefermengen an.
Ende März 2021 fand die italienische Polizei bei einer Durchsuchung des Abfüllers Catalent in Anagni 29 Millionen Dosen, über die die italienische Presse spekulierte, sie seien für den Export nach Großbritannien vorgesehen. AstraZeneca gab an, dass davon 16 Millionen Dosen außerhalb der EU hergestellt worden seien und für arme Länder im Impfprogramm COVAX vorgesehen seien. Der Rest sei für die EU bestimmt, aber noch nicht freigegeben, da die Anlage des Herstellers Halix in Leiden von der EU noch nicht zur Produktion zertifiziert war – ein Prozess, der erst auf Antrag von AstraZeneca beginnt. Halix hatte bereits im Oktober 2020 die Produktion begonnen und ins Vereinigte Königreich geliefert, das Millionen Dosen ohne formelle Zertifizierung und Freigabe abnahm. Der Antrag von AstraZeneca zur Zertifizierung von Halix durch die EU erfolgte nach Presseangaben erst am 24. März 2021. Die Europäische Arzneimittel-Agentur erteilte zwei Tage später die Freigabe.
Am 25. März 2021 gab der britische Gesundheitsminister Matt Hancock zu, dass AstraZeneca Großbritannien gegenüber der EU bevorzugt. Die EU habe einen Vertrag, in dem AstraZeneca nur „beste Bemühungen“ zusichere; Großbritannien habe sich dagegen „Exklusivität“ ausbedungen.
Am 9. Mai 2021 gab Binnenmarktkommissar Thierry Breton bekannt, dass die EU aufgrund der Lieferverzögerungen und des damit verbundenen Rechtsstreits mit AstraZeneca den Vertrag nicht verlängere. Dieser lief somit im Juni aus. Zugleich erklärte er eine Wiederaufnahme der Handelsbeziehungen mit AstraZeneca für nicht ausgeschlossen.

### Export aus den Vereinigten Staaten
Nachdem US-Präsident Biden die Politik seines Vorgängers, keine Impfstoffe aus den USA exportieren zu lassen, nicht revidiert hatte, bat ihn die EU im März 2021 offiziell um einige der 30 Millionen Impfdosen von AstraZeneca, die in den USA wegen der fehlenden Zulassung bislang nicht genutzt wurden. Auch der Hersteller AstraZeneca unterstützte dies und sicherte zu, dass er den USA die Impfdosen wieder ersetzen werde. Dies wurde von der Regierung Biden abgelehnt, denn man wolle „maximale Flexibilität“. Das Ziel sei, „over-supplied and over-prepared“ („überversorgt und mehr als vorbereitet“) zu sein.
Aufgrund der hohen Lieferausfälle bei AstraZeneca drohte die EU-Kommission dem Hersteller mit einem Exportverbot. Ende März 2021 begannen die Vereinigten Staaten, den wegen der fehlenden Zulassung dort nicht genutzten Impfstoff von AstraZeneca an andere Länder wie Mexiko und Japan auszuleihen bzw. zu liefern, nachdem die EU wegen der stark gekürzten Liefermenge ihrerseits Ausfuhrbeschränkungen einführte.

### Preisgestaltung
In dem mit der Universität Oxford abgeschlossenen Vertrag hatte AstraZeneca sich verpflichtet, den Impfstoff während der Pandemie zum Selbstkostenpreis abzugeben. Im November 2021 kündigte die Firma an, ab dem Jahr 2022 Gewinne machen zu wollen, da das Virus endemisch werde. Länder sollen weiterhin ohne Gewinnerzielungsabsicht beliefert werden.

## Entwicklung des Nachfolgeimpfstoffs AZD2816
Da AZD1222 gegen die Beta-Variante kaum wirksam ist, entwickelte AstraZeneca die darauf zugeschnittene Impfstoff-Modifkation AZD2816. Die Entwicklung wurde 2022 wegen des Auftretens der Varianten Delta und insbesondere Omikron des SARS-CoV-2-Virus wieder aufgegeben.